# Aristolebia mucronata
Aristolebia mucronata – gatunek chrząszcza z rodziny biegaczowatych i podrodziny Lebiinae.

## Taksonomia
Gatunek opisany został w 1907 roku przez Thomasa G. Sloane'a w rodzaju Sarothrocrepis.

## Opis
Chrząszcz ten posiada przyszwowe kąty pokryw ścięte. Pokrywy cz czarną plamą rozszerzającą się za scutellum i w części wierzchołkowej. Przedplecze z czarnym dyskiem. Pazurki stóp posiadają 7 małych ząbków.

## Występowanie
Gatunek występuje w Papui-Nowej Gwinei i północnej Australii.